# Reisbach (Bawaria)
Reisbach – gmina targowa w Niemczech, w kraju związkowym Bawaria, w rejencji Dolna Bawaria, w regionie Landshut, w powiecie Dingolfing-Landau. Leży około 10 km na południowy wschód od Dingolfing, nad rzeką Vils.

## Dzielnice
W skład gminy wchodzą następujące dzielnice: 
- Englmannsberg
- Griesbach
- Haberskirchen
- Niederhausen
- Niederreisbach
- Oberhausen
- Reisbach
- Reith

## Historia
Gminą targową Reisbach stało się w 1972 na skutek reformy administracyjnej.

## Demografia
Dane o ludności z 31 grudnia 2008:
| Opis                                | Ogółem | Ogółem | Kobiety | Kobiety | Mężczyźni | Mężczyźni |
| ----------------------------------- | ------ | ------ | ------- | ------- | --------- | --------- |
| Jednostka                           | osób   | %      | osób    | %       | osób      | %         |
| Populacja                           | 7514   | 100    | 3720    | 49,51   | 3794      | 50,49     |
| Wiek przedprodukcyjny (0–17 lat)    | 1479   | 19,68  | 706     | 9,4     | 773       | 10,29     |
| Wiek produkcyjny (18–65 lat)        | 4685   | 62,35  | 2279    | 30,33   | 2406      | 32,02     |
| Wiek poprodukcyjny (powyżej 65 lat) | 1350   | 17,97  | 735     | 9,78    | 615       | 8,18      |

## Polityka
Wójtem jest Josef Steinberger z CSU, rada gminy składa się z 20 osób.
|      | CSU | SPD | FWGON | FWGG | FWGH/UWVF | Razem |
| 2008 | 8   | 3   | 4     | 3    | 2         | 20    |
| 2002 | 9   | 2   | 3     | 3    | 3         | 20    |

## Współpraca
Miejscowość partnerska:
- Reisbach – dzielnica gminy Saarwellingen, Saara

## Zabytki i atrakcje
- kościół pw. św. Michała (St. Michael) z romańskimi wieżami
- kościół pw. św. Salwatora (St. Salvator) z 1400
- kaplica przy ulicy Jägerstraße
- park rozrywki Bayern Park